# Драниш Олена Михайлівна
Драниш Олена Михайлівна — радянська і українська актриса. Член Національної спілки кінематографістів України.
Народилася 8 серпня 1957 р. у с. Гурівщина Київської обл. Закінчила Київський державний інститут театрального мистецтва ім. І. Карпенка-Карого (1978).

## Фільмографія
Знялась у фільмах:
- «Любі мої»,
- «Канкан в Англійському парку»,
- «Звинувачується весілля» (1986, епіз.),
- «Все перемагає любов» (1987, секретар суду),
- «Зона» (1988),
- «Гори димлять» (1989),
- «Українська вендета» (1990),
- «Ніагара» (1991)
- «Очікуючи вантаж на рейді Фучжоу біля пагоди» (1994) та ін.